# Мільківське нафтогазоконденсатне родовище
Мільківське нафтогазоконденсатне родовище — нафтогазоконденсатне родовище, що належить до Глинсько-Солохівського газонафтоносного району Східного нафтогазоносного регіону України.

## Опис
Розташоване в Чернігівській області на відстані 10 км від м. Прилуки.
Знаходиться в приосьовій зоні західної частини Дніпровсько-Донецької западини. Страктура виявлена в 1966-67 рр. Вона має куполоподібну форму, півд.-сх. крило зрізане скидовим порушенням, півн.-зах. блок структури гіпсометрично нижчий від півд.-сх.; розміри структури по ізогіпсі -1870 м 1,6х1,0 м, амплітуда 30 м.
Перший промисловий приплив газу отримано з верхньовізейських відкладів у 1968 р. (інт. 3048-3053 м).
Поклади пластові, склепінчасті, тектонічно екрановані, деякі літологічно обмежені.
Експлуатується з 1974 р. Режим нафтових покладів — водонапірний, газоконденсатних — пружноводонапірний. Запаси початкові видобувні категорій А+В+С1 — 1868 тис.т нафти; розчиненого газу — 595 млн. м³; газу — 1508 млн. м³; конденсату — 175 тис. т. Густина дегазованої нафти 750—830 кг/м³. Вміст сірки у нафті 0,059-0,34 мас.%.